# Giovanni Funiati
Giovanni Funiati (* 1991 in Göttingen) ist ein italienisch-französischer Schauspieler.

## Leben
Funiati wurde als Sohn italienisch-französischer Eltern geboren. Seine Eltern sprachen zuhause Italienisch und Französisch mit ihm, Deutsch lernte Funiati in der Schule.
Seine Schauspielausbildung absolvierte er von 2015 bis 2019 an der Hochschule für Musik und Darstellende Kunst Stuttgart. Während seiner Ausbildung gastierte er mit dem Jungen Ensemble Stuttgart am Wilhelma-Theater. 2018/2019 war er Mitglied des Schauspielstudios am Staatstheater Stuttgart. Seit 2019 ist er als Gast am Staatstheater Stuttgart engagiert. Dort spielte er bisher u. a. den John Savage in einer Bühnenfassung des Huxley-Romans Schöne neue Welt (Regie: Philipp Rosendahl) und den Expedienten Pfeifer im sozialkritischen Hauptmann-Drama Die Weber (Regie: Georg Schmiedleitner).
Als Filmschauspieler wirkte er in internationalen Kino- und TV-Produktionen mit, u. a. in Liliana Cavanis zweiteiligem Fernsehfilm Sein Name war Franziskus (2014), in dem italienischen Filmdrama La rugiada di San Giovanni (2016) von Regisseur Christian Spaggiari über das „Massaker von Bettola“ in der Emilia-Romagna im Jahre 1944 und in dem Horror-Thriller L’ultima notte (2018) von Francesco Barozzi.
In der ZDF-„Herzkino“-Reihe spielte Funiati in dem Fernsehfilm Ein Sommer an der Algarve, der im Oktober 2019 erstausgestrahlt wurde, als „smarter“ und „attraktiver“ Surfer und Surflehrer Miguel Silva seine erste große Fernsehhauptrolle. In der 12. Staffel der ZDF-Fernsehserie SOKO Stuttgart (November 2020) übernahm Funiati eine der Episodenrollen als Ex-Soldat und Kumpel eines Elite-Bundeswehrsoldaten mit posttraumatischer Belastungsstörung.
Im dreiteiligen Fernsehfilm Ku’damm 63, der im März 2021 im ZDF erstausgestrahlt wurde, spielte Funiati den Tango-Tanzlehrer Amando Cortez/Cortese. In der sechsteiligen TV-Serie Spätzle arrabbiata oder eine Hand wäscht die andere, die im Mai 2021 im SWR Fernsehen ausgestrahlt wurde, spielte Funiati eine der Hauptrollen, den italienischen Koch Luca Rossi, der nach über 10-jähriger Abwesenheit in seine schwäbische Heimat im Zollernalbkreis zurückkehrt, um die heruntergewirtschaftete Pizzeria seines Halbbruders wieder „auf Vordermann zu bringen“. In der 7. Staffel der TV-Serie In aller Freundschaft – Die jungen Ärzte (2021) übernahm er eine dramatische Episodenhauptrolle als sehr auf sein Äußeres fokussierter Unternehmensberater Timo Köster, der aufgrund einer Nekrose notoperiert werden muss.
Außerdem arbeitete er als Hörspielsprecher für den SWR. Giovanni Funiati lebt in Stuttgart.

## Filmografie (Auswahl)
- 2012: Love Is All You Need (Kinofilm)
- 2014: Sein Name war Franziskus (Fernsehfilm)
- 2016: La rugiada di San Giovanni (Kinofilm)
- 2017: Laible und Frisch – Do goht dr Doig (Kinospielfilm)
- 2018: L’ultima notte (Kinofilm)
- 2018: Unter Schülern (Kurzfilm)
- 2019: Ein Sommer an der Algarve (Fernsehreihe)
- 2020: SOKO Stuttgart: Systemfehler (Fernsehserie)
- 2021: Ku’damm 63 (Fernsehfilm)
- 2021: Spätzle arrabbiata oder eine Hand wäscht die andere (Fernsehserie)
- 2021: In aller Freundschaft – Die jungen Ärzte: Unterschätzt (Fernsehserie)
- seit 2021: Sisi (Fernsehserie)
- 2022: Lena Lorenz: Mutterliebe (Fernsehreihe)
- 2023: Morden im Norden: Nur eine Dummheit (Fernsehserie)
- 2023: Der Zürich-Krimi: Borchert und der Mord ohne Sühne (Fernsehreihe)
- 2024: Schnell ermittelt (Fernsehserie, Folge Yvonne Novotny)